# Donja Šušnjara
Donja Šušnjara falu Horvátországban Belovár-Bilogora megyében. Közigazgatásilag Štefanjéhez tartozik.

## Fekvése
Belovártól légvonalban 16, közúton 24 km-re délnyugatra, községközpontjától 5 km-re délkeletre a Štefanjét Martinaccal összekötő út mentén fekszik.

## Története
A falu a török kiűzése után a 17. században keletkezett, amikor katolikus horvát és pravoszláv szerb lakossággal telepítették be. 1774-ben az első katonai felmérés térképén „Dorf Susnar” néven szerepel. A Horvát határőrvidék részeként a Kőrösi ezredhez tartozott. Lipszky János 1808-ban Budán kiadott repertóriumában „Sussnyara” a neve.  
Nagy Lajos 1829-ben kiadott művében ugyancsak „Sussnyara” néven 71 házzal, 368 katolikus vallású lakossal találjuk. A település 1809 és 1813 között francia uralom alatt állt.
A katonai közigazgatás megszüntetése után Magyar Királyságon belül Horvátország része, Belovár-Kőrös vármegye Belovári járásának része lett. A településnek 1857-ben 328, 1910-ben 547 lakosa volt. 1918-ban az új szerb-horvát-szlovén állam, majd később Jugoszlávia része lett. 1941 és 1945 között a németbarát Független Horvát Államhoz, majd a háború után a szocialista Jugoszláviához tartozott. A háború után a fiatalok elvándorlása miatt lakossága folyamatosan csökkent. 1991-től a független Horvátország része. 1991-ben teljes lakossága horvát nemzetiségű volt. A délszláv háború idején mindvégig horvát kézen maradt. 2011-ben 131 lakosa volt, akik főként mezőgazdaságból éltek.

## Lakossága
| Lakosság változása | Lakosság változása | Lakosság változása | Lakosság változása | Lakosság változása | Lakosság változása | Lakosság változása | Lakosság változása | Lakosság változása | Lakosság változása | Lakosság változása | Lakosság változása | Lakosság változása | Lakosság változása | Lakosság változása | Lakosság változása |
| ------------------ | ------------------ | ------------------ | ------------------ | ------------------ | ------------------ | ------------------ | ------------------ | ------------------ | ------------------ | ------------------ | ------------------ | ------------------ | ------------------ | ------------------ | ------------------ |
| 1857               | 1869               | 1880               | 1890               | 1900               | 1910               | 1921               | 1931               | 1948               | 1953               | 1961               | 1971               | 1981               | 1991               | 2001               | 2011               |
| 328                | 320                | 363                | 447                | 501                | 547                | 536                | 578                | 499                | 510                | 397                | 297                | 234                | 192                | 169                | 131                |

(1931-ig Šušnjara néven a mai Gornja Šušnjara lakosságával együtt.)

## Nevezetességei
Szűz Mária szíve tiszteletére szentelt római katolikus kápolnája.